# Edoardo Rubino
Edoardo Rubino (Torino, 8 dicembre 1871 – Torino, 16 gennaio 1954) è stato uno scultore e disegnatore italiano.

## Biografia
Figlio del vercellese Eusebio Rubino e di Lucia Flogna. Tra il 1886 ed il 1889 frequentò i corsi serali di Plastica ornamentale all'Accademia Albertina di Torino, tenuti dallo scultore Luigi Belli. Ammesso in seguito al Corso Superiore di Scultura dell'Accademia stessa, divenne allievo di Odoardo Tabacchi. Tra il 1888 ed il 1891 vinse menzioni e premi nelle discipline di Disegno, di Scultura e di Plastica Ornamentale. Nel 1892 espose due sculture all'Esposizione Cinquantenaria della Società Promotrice delle Belle Arti al Valentino. Seguirono altre partecipazioni ad esposizioni torinesi: nel 1894 (Sera in terracotta, una testina in bronzo, un Ritratto in gesso), alla Promotrice; nel 1895 (Testina in terracotta) alla Promotrice; nel 1896 (Biondina in bronzo e due incisioni all'acquaforte: Il Re Sole di Gaetano Previati ed il Monumento sepolcrale a Sebastiano Grandi di Leonardo Bistolfi).
Non facilmente databile è il suo alunnato, testimoniato da Rubino stesso, presso Leonardo Bistolfi. Nel 1898 ricevette dall'architetto Carlo Ceppi l'incarico di eseguire il gruppo allegorico della Dora per la Fontana dei Mesi al Valentino in occasione dell'Esposizione Nazionale di Torino. Trasferito lo studio da via Catania a via Montebello n. 21, nel 1899 espose alla Promotrice il busto A Gressoney (anche noto come Costume di Gressoney) e partecipò alla Biennale di Venezia. Con il nuovo secolo i successi ottenuti alle Esposizioni gli aprirono la strada ad una proficua carriera di scultore, disegnatore e medaglista. Nel 1900 illustrò il volume del suo intimo amico Guido Rey Il Monte Cervino ed entrò nel direttivo del Circolo degli Artisti di Torino; espose una Figurina in bronzo ed argento con orologio alla Società di Incoraggiamento alle Belle Arti.
In questi anni entrò in rapporti stretti con il Comune di Torino, conobbe Auguste Rodin di passaggio in città (1901) e partecipò l'anno successivo all'Esposizione Universale di Torino del 1902, con un gruppo (La Danza) destinato a notevole celebrità e numerose repliche. Continuò intanto la partecipazione alle esposizioni torinesi della Promotrice e spostò lo studio in via Napione n. 41. Si specializzò nel frattempo nell'esecuzione di placchette celebrative. Nel 1903 conobbe il mercante e collezionista mantovano Ferruccio Stefani, che gli chiese di esporre nella seconda mostra latinoamericana. Esegue in questi anni notevoli opere per il cimitero monumentale di Torino e la splendida Tomba Bidasio per Ivrea.
Tra il 1903 ed il 1907 l'attività dello studio di Rubino fu molto intensa; eccelsero il monumento a Federico Sclopis per Torino, il bassorilievo Fiamma (1905) che segnò il suo massimo avvicinamento alla poetica di Leonardo Bistolfi e la vittoria al concorso per il monumento ad Alessandro Vittoria a Trento (1907). In quest'anno partecipò con Davide Calandra al concorso per il monumento al generale Bartolomé Mitre a Buenos Aires, vincendolo (lo porterà a termine da solo dopo la morte di Calandra, avvenuta nel settembre 1915). Nel 1909 avviò la collaborazione con l'architetto e disegnatore Giulio Casanova, con la creazione della Confetteria Baratti & Milano di Torino ed eseguì i primi studi per il monumento ad Edmondo De Amicis in piazza Carlo Felice a Torino.
Nel 1910 realizzò ed espose la Vittoria alata per il Vittoriano di Roma e proseguì con Casanova la realizzazione dei decori e delle sculture del Palazzo delle Poste di Torino. Le tombe della famiglia Remondini e il monumento funebre ad Amalia Dainesi nella tomba di famiglia dell'ing. Giovanni Antonio Porcheddu per il cimitero monumentale di Torino (1912) rappresentano un nuovo punto fermo nella sua poetica, delicatissima nell'esplorazione dei sentimenti. Sulla stessa falsariga fu il monumento Rosetti per il Cimitero monumentale di Milano (bombardato nel 1943). Del 1913 è la Deposizione per la tomba Cridis al cimitero di Torino, destinata anch'essa a numerose repliche. Seguirà la decorazione plastica per la nuova palazzina della Società Promotrice delle Belle Arti al Valentino (terminata nel 1916). Nominato consigliere comunale di Torino nel 1914 per i liberali, fece parte del consiglio direttivo del Museo Civico di Torino, con interruzioni, sino al 1939. Realizzato il gruppo del Credito e Beneficenza per il palazzo dell'Energia elettrica in via Bertola a Torino, Rubino portò a termine, dal 1915, il monumento ad Umberto I di Savoia a Roma, lasciato incompiuto da Calandra (inaugurato nel 1926).
Acquistata una casa in via Asti n. 15-17, vi fece costruire un ampio e comodissimo studio dall'architetto Pietro Fenoglio. Si infittirono intanto le cariche onorifiche. Tra il 1917 ed il 1924 maturò la sua carriera all'Accademia Albertina, da professore aggiunto di scultura presso il corso di Cesare Zocchi sino alla nomina senza concorso (20 marzo 1924) a titolare di cattedra. Terminò l'insegnamento nel 1936. Ben inserito nell'apparato politico della città, Rubino ottenne in quegli anni grandi commesse, dal Monumento nazionale al carabiniere dei Giardini Reali (1925 - 1933 e successivi rifacimenti nel 1947), al Faro della Vittoria sul colle della Maddalena a Torino (1927-28). Venne inaugurato intanto, nel 1927, il grandioso monumento a Bartolomé Mitre per Buenos Aires, cui seguirà la Tomba Mitre per la stessa città. Nel 1933 realizzò, quasi a contrasto delle grandi opere ufficiali, Il risveglio, un nudo femminile dal notevole pathos intimista (oggi a Genova nelle Raccolte Frugone) replicato in versioni bronzee ridotte. Con la realizzazione del Faro della Vittoria, Rubino rafforzò i rapporti con la famiglia Agnelli (già datati dal 1907) e in particolare con Giovanni Agnelli: da questa amicizia scaturirono poi importanti realizzazioni per la chiesa del Sestriere, per la parrocchiale di Villar Perosa (Cristo Crocifisso), per la chiesa di Santa Aniceta, Pra Martino, e per la chiesa di San Giovanni Bosco (Torino). Rubino fu nominato Senatore del Regno il 9 dicembre 1933. Nel 1938, dopo la morte di Alice Schanzer, poetessa e scrittrice, moglie del senatore Tancredi Galimberti e madre di Duccio, Rubino iniziò il complesso sepolcrale dei Galimberti in una cappella del santuario di S. Maria degli Angeli a Cuneo (terminato nel dopoguerra con il sepolcro di Duccio).
L'attività di Rubino culminò nel 1942 con una sala personale alla XXIII Esposizione Biennale Internazionale d'Arte di Venezia. Lavorò nel frattempo in un locale offertogli dagli Agnelli a Villar Perosa ad una gigantesca Quadriga per l'Esposizione Universale di Roma non portata a compimento a causa degli eventi bellici. Negli anni della guerra strinse rapporti con il collezionista genovese Luigi Frugone. Non disdegnò mai di operare per l'arredo, la medaglistica (settore nel quale era considerato fra i migliori realizzatori italiani) e le arti applicate: sua è, ad esempio, una Testa di Medusa o Minerva per un bronzetto porta foglietti da appunti eseguita per la Wassermann. Nel 1927 fu incaricato, dalla Cassa di Risparmio di Torino, di elaborare una medaglia commemorativa per i 100 anni deli'istituto di credito, inserendo la figura della seminatrice, che rimase uno dei simboli della CRT, riportato anche nelle decorazioni del Palazzo in via XX Settembre 31  a Torino.
Nel dopoguerra l'attività dello scultore risulta piuttosto limitata, anche perché aveva ormai raggiunto i sessant'anni: dopo aver ultimato nel 1949 il gruppo dell'Energia domata per la centrale idroelettrica di Glorenza in Alto Adige, continuerà la sua collaborazione con le famiglie Galimberti e Agnelli (tomba di Duccio e busto nel Palazzo delle Esposizioni) e realizzerà anche la tomba della famiglia Casari nel cimitero di Torino. Nel 1952 realizzò un tondo con ritratto dell'accademico Gioele Solari ed una statua del senatore Francesco Ruffini per l'Università di Torino, lasciando però incompiuti l'altare del Sacro Cuore per il Duomo di Milano (poi realizzato su suo bozzetto da Ulderico Fabbri) ed il Monumento alla Linea Gotica a Ripa di Seravezza (realizzato dallo scultore Abele Jacopi).

### Collaboratori
- Luigi Aghemo
- Davide Calandra
- Cesare Biscarra
- Giulio Casanova
- Spirito Luciano (sbozzatore e scultore dello studio di Querceta)
- Guido Luciano
- Carlo Sergiampietri detto «Carrara»
- Gaetano Orsolini
- Emilio Musso
- Aurelio Quaglino

### Allievi
- Gaetano Orsolini
- Umberto Baglioni
- Nillo Beltrami
- Antonio Zucconi
- Emilio Musso